# Sarah Monod
Pour les articles homonymes, voir Monod.
Sarah Monod, née le 24 juin 1836 à Lyon et morte le 13 décembre 1912 à Paris, est une philanthrope et féministe protestante française.

## Biographie
Alexandrine Elisabeth Sarah Monod est née le 24 juin 1836 à Lyon. C'est la quatrième des sept enfants du pasteur Adolphe Monod (qui exerce auprès de la paroisse des Terreaux puis de l'Oratoire du Louvre)  et de son épouse écossaise, Hannah Honyman. Elle est baptisée le 24 juillet 1836 ; son parrain est son oncle paternel Édouard Monod, négociant au Havre, et ses marraines sont ses tantes paternelles, Eliza et Betsy Monod.
Peu de sources détaillent son enfance : elle aurait suivi des cours privés, notamment d'italien et d'allemand, en plus de l'anglais - sa langue maternelle - parlé couramment. Elle se charge par ailleurs de l'éducation de sa jeune sœur Camille, de neuf ans sa cadette. L'été, elle séjourne en compagnie de sa sœur Émilie en Angleterre ou en Normandie, dans la famille du pasteur Puaux. Dès l'enfance elle côtoie donc Louise Puaux et Julie Puaux (1848-1922), future épouse de Jules Siegfried, amies et futures consœurs du Conseil national des femmes françaises.
Très proche de son père, Sarah Monod a 19 ans lorsqu’il meurt en 1855. Après avoir travaillé avec lui lors des derniers moments de sa vie, elle s’attache à réunir ses œuvres. Elle fait notamment publier Les Adieux d’Adolphe Monod à ses amis et à l’Église, plusieurs volumes de sermons, un recueil de correspondances et une biographie de son père. Elle consacre une notice biographique à la sœur Caroline Malvesin, fondatrice de l’Institution des Diaconesses de Reuilly.
Son éducation pieuse sera très présente dans ses discours, faisant dire à la journaliste Jane Misme que Sarah Monod « vêtue en quakeresse » est la « papesse du protestantisme ».

## La philanthropie

### La Guerre franco-prussienne
La guerre franco-prussienne marque un tournant dans la vie de Sarah Monod. À la mort de sa mère en 1868, elle se rapproche de l'Institution des Diaconesses de Paris. C'est grâce à son implication chez les diaconesses qu'elle part dès le 3 août 1870 sur le front de Forbach, quinze jours à peine après la déclaration de guerre.
L’ambulance mobile dite « Monod », mise en place à l’instigation du Comité évangélique auxiliaire de secours pour les soldats blessés et malades, soigne, entre le 3 août 1870 et le 3 mars 1871, plus de 1 500 blessés, notamment lors des batailles de Daucourt et Beaumont. 
Après la défaite de Sedan, Sarah Monod se rend à Londres afin de récolter des fonds et du matériel, puis regagne la France et l'ambulance pour soigner les victimes de la campagne de la Loire. Le 2 juillet 1871, elle se voit décerner la croix de bronze de l’Œuvre internationale de secours volontaire sur les champs de bataille, dans les ambulances et dans les hôpitaux, « en souvenir de ses excellents services et de son dévouement exceptionnel, comme inspectrice, dans l'ambulance 11 bis ». Quelques mois plus tard, elle portera secours à d’autres blessés : ceux de la Commune de Paris, sans distinction de camp.

### L'abolitionnisme
Au sortir de la guerre, elle est nommée directrice laïque de l'Institution des Diaconesses de Paris, poste qu'elle occupera 30 ans, n'en démissionnant qu'à sa nomination à la direction du Conseil national des femmes françaises en 1901. Son unique frère William Monod est aumônier de l'institution. Sarah Monod y organise la « section d'éducation correctionnelle où sont détenues les délinquantes mineures protestantes et met en avant les progrès de la médecine au sein de la maison de la santé ».
Dès 1861, sa correspondance laisse poindre ses préoccupations pour le sort des femmes. La prison de femmes de Saint-Lazare est le lieu autour duquel se cristallise la philanthropie abolitionniste protestante. Son père Adolphe Monod y prêchait déjà le dimanche, tandis que sa mère Hannah Honyma s'y occupait d'une association de bienfaisance. C'est à Saint-Lazare que Sarah Monod fait la connaissance d'Isabelle Bogelot, directrice de l'Œuvre des libérées de Saint-Lazare, et des abolitionnistes Joséphine Butler, Émilie de Morsier ou Aimé Humbert.
L'ombre de Sarah Monod plane au-dessus des mouvements chrétiens qui œuvrent pour la protection de la jeune fille, notamment des foyers d'accueil et offices de placement afin de prévenir la prostitution chez les jeunes filles, qui arrivent en ville à la recherche d'un emploi. Elle crée ainsi en 1892, avec sa sœur Camille Vernes, les Unions chrétiennes de jeunes filles, branche française des Young Women's Christian Association.
Sarah Monod travaille de concert avec son cousin Henri Monod, directeur du Conseil supérieur de l'Assistance publique.

## Le féminisme

### La conférence de Versailles
En 1889 se déroule à Paris, en marge de l'Exposition universelle, le premier congrès des œuvres et institutions féminines, organisé par Isabelle Bogelot et Émilie de Morsier. Sarah Monod fait partie du comité du congrès présidé par Jules Simon. Elle décide, pour ne pas laisser retomber l'élan, de réunir chaque année « toutes les femmes s'intéressant à la philanthropie » : la conférence de Versailles - que Sarah Monod présidera 20 ans - est née. Le rendez-vous est international, accueillant des femmes de toute l'Europe, des États-Unis mais aussi du continent africain (Lesotho, Sénégal). Dans le comité siègent les grandes figures de la philanthropie protestante : Julie Siegfried, Isabelle Bogelot et Émilie de Morsier. Les rapports consacrés à la législation, l'hygiène, l'éducation ou l'assistance, sont publiés dans la revue La Femme.
En 1899, Sarah Monod et Isabelle Bogelot se rendant au Congrès international des femmes de Londres.

### Le Conseil national des femmes françaises
Fédération regroupant les associations féminines hexagonales, le Conseil national des femmes françaises (CNFF) est mis en place en 1901. Le comité d'initiative dirigé par Isabelle Bogelot réunit d'une part Sarah Monod, Adrienne Avril de Sainte-Croix et Julie Siegfried, issues du Congrès des œuvres et institutions féminines, et d'autre part Marie Bonnevial, Louisa Wiggishoff et Maria Pognon, issues du Congrès international de la condition et des droits de la femme. Bien que Maria Pognon redoute que Sarah Monod soit pour beaucoup « le porte-drapeau du protestantisme », le choix de la majorité se porte sur Sarah Monod comme présidente, qui s’impose « tant au point de vue de [sa] haute personnalité morale et intellectuelle […] que du succès du Conseil national ».
Le 11 novembre 1911, Sarah Monod reçoit la Légion d'honneur des mains du sénateur Ferdinand Dreyfus. Parmi les réformes inspirées ou conseillées par le CNFF qu'elle préside, le gouvernement français retient notamment :
- la loi du 13 juillet 1907 sur le libre salaire de la femme mariée,
- la collaboration minutieuse et constante aux divers règlements relatifs au travail des femmes,
- la collaboration aux lois et projets de loi ayant pour but d’améliorer le fonctionnement et l’organisation de la puissance paternelle,
- la collaboration au projet de loi […] soumis au Sénat et tendant à l’institution de tribunaux pour enfants.

Sous sa présidence est créée la section Suffrage du CNFF (1906). 
Sarah Monod est membre du journal L’Avant-Courrière (fondé en 1893), et rejoint l'Union française pour le suffrage des femmes. Mais son féminisme – quand elle ne récuse pas le vocable – est un féminisme « digne sans raideur, tenace sans outrecuidance, persévérant sans âpreté, chaleureux sans passion », plutôt réticent aux actions et campagnes menées par certaines suffragistes, mais prêt à « collaborer en toute loyauté et en toute confiance, avec des femmes venues des horizons les plus différents des opinions religieuses, philosophiques ou sociales ».
Elle meurt le 13 décembre 1912, à l’âge de 76 ans, des suites d’une congestion cérébrale aggravée par sa présence lors d’une vente organisée au profit de l’Union internationale des Amies de la jeune fille, à laquelle elle tenait absolument à assurer son comptoir. Ses obsèques sont célébrées au temple des Batignolles par le pasteur Benjamin Couve, en présence de notamment de Mme Jules Ferry, Marguerite de Witt-Schlumberger, les familles Puaux et Siegfried ainsi qu'Adrienne Avril de Sainte-Croix. Elle est inhumée au cimetière du Père-Lachaise (36e division).

## Hommage
- Place Sarah-Monod (12e arrondissement de Paris)[20].